# Discografia di Maluma
Questa è la discografia parziale del cantautore colombiano Maluma che comprende cinque album in studio, un mixtape e numerosi singoli e collaborazioni, realizzati con la casa discografica Sony Music.

## Album
| Anno                                                       | Album                                                                             | Posizioni in classifica | Posizioni in classifica | Posizioni in classifica | Posizioni in classifica | Posizioni in classifica | Posizioni in classifica | Posizioni in classifica | Posizioni in classifica | Posizioni in classifica | Certificazioni                                              | Vendite          |
| Anno                                                       | Album                                                                             | U.S.                    | U.S. Latin              | MEX                     | SPA                     | GER                     | FRA                     | ITA                     | SWI                     | NLD                     | Certificazioni                                              | Vendite          |
| ---------------------------------------------------------- | --------------------------------------------------------------------------------- | ----------------------- | ----------------------- | ----------------------- | ----------------------- | ----------------------- | ----------------------- | ----------------------- | ----------------------- | ----------------------- | ----------------------------------------------------------- | ---------------- |
| 2012                                                       | Magia - Uscita: 7 agosto 2012 - Formati: CD, download digitale                    | —                       | —                       | —                       | —                       | —                       | —                       | —                       | —                       | —                       |                                                             |                  |
| 2015                                                       | Pretty Boy, Dirty Boy - Uscita: 30 ottobre 2015 - Formati: CD, download digitale  | —                       | 1                       | 2                       | 2                       | —                       | —                       | —                       | —                       | —                       | - USA (Latin): 2× Platino - MEX: 3x Platino                 | - Mondo: 300 000 |
| 2018                                                       | F.A.M.E. - Uscita: 18 maggio 2018 - Formati: CD, download digitale                | 37                      | 1                       | 10                      | 6                       | 74                      | 111                     | 16                      | 12                      | 86                      | - USA (Latin): 10× Platino - MEX: 2x Platino - BRA: Platino | - Mondo: 800 000 |
| 2019                                                       | 11:11 - Uscita: 17 maggio 2019 - Formati: CD, music download                      | 30                      | 1                       | 9                       | 6                       | 10                      | 77                      | 20                      | 6                       | 44                      | - USA (Latin): 5× Platino - MEX: 2x Platino - BRA: Oro      | Mondo: 500 000   |
| 2020                                                       | Papi Juancho - Uscita: 21 agosto 2020 - Formati: CD, download digitale, streaming | 38                      | 2                       | —                       | 2                       | —                       | —                       | 48                      | 22                      | 7                       | - MEX: Platino                                              |                  |
| Il simbolo "—" indica un mancato piazzamento in classifica |                                                                                   |                         |                         |                         |                         |                         |                         |                         |                         |                         |                                                             |                  |

### Mixtape
| Anno | Informazioni                                                                            |
| ---- | --------------------------------------------------------------------------------------- |
| 2015 | PB.DB The Mixtape - Uscita: 13 gennaio 2015 - Formato: CD, download digitale, streaming |

## Singoli
| Anno                                         | Singolo                                     | Posizione raggiunta | Posizione raggiunta | Posizione raggiunta | Posizione raggiunta | Posizione raggiunta | Posizione raggiunta | Posizione raggiunta | Posizione raggiunta | Posizione raggiunta | Posizione raggiunta | Certificazioni e vendite                                                          | Album                 |
| Anno                                         | Singolo                                     | U.S.                | U.S Latin           | MEX                 | SPA                 | ITA                 | BRA                 | FRA                 | SWI                 | ARG                 | COL                 | Certificazioni e vendite                                                          | Album                 |
| -------------------------------------------- | ------------------------------------------- | ------------------- | ------------------- | ------------------- | ------------------- | ------------------- | ------------------- | ------------------- | ------------------- | ------------------- | ------------------- | --------------------------------------------------------------------------------- | --------------------- |
| 2011                                         | Farandulera                                 | —                   | —                   | —                   | —                   | —                   | —                   | —                   | —                   | —                   | —                   |                                                                                   | Magia                 |
| 2012                                         | Magia                                       | —                   | —                   | —                   | —                   | —                   | —                   | —                   | —                   | —                   | —                   |                                                                                   | Magia                 |
| 2013                                         | Miss Independent                            | —                   | —                   | —                   | —                   | —                   | —                   | —                   | —                   | —                   | 2                   |                                                                                   | Magia                 |
| 2014                                         | La Temperatura                              | —                   | 24                  | —                   | 30                  | —                   | —                   | —                   | —                   | —                   | 7                   | - SPA: Platino                                                                    | PB.DB. The Mixtape    |
| 2014                                         | Carnaval                                    | —                   | —                   | 6                   | —                   | —                   | —                   | —                   | —                   | —                   | 8                   | - MEX: 2x Platino                                                                 | PB.DB. The Mixtape    |
| 2015                                         | El Tiki                                     | —                   | —                   | —                   | 53                  | —                   | —                   | —                   | —                   | —                   | 2                   |                                                                                   | Pretty Boy, Dirty Boy |
| 2015                                         | Borró Cassette                              | —                   | 3                   | 21                  | 23                  | —                   | —                   | —                   | —                   | 4                   | 1                   | - MEX: Diamente - ITA: Oro - SPA: 4x Platino                                      | Pretty Boy, Dirty Boy |
| 2016                                         | El Perdedor (Feat. Yandel)                  | —                   | 4                   | 1                   | 24                  | —                   | —                   | —                   | —                   | 2                   | 1                   | - MEX: Diamente - ITA: Oro - SPA: 2x Platino                                      | Pretty Boy, Dirty Boy |
| 2016                                         | Sin Contrato (Feat. Fifth Harmony e Wisin)  | —                   | 7                   | 6                   | 52                  | —                   | —                   | —                   | —                   | 17                  | 3                   | - MEX: 4x Platino - ITA: Oro - SPA: Platino                                       | Pretty Boy, Dirty Boy |
| 2017                                         | Felices los 4 (Feat. Marc Anthony)          | 48                  | 2                   | 1                   | 2                   | 48                  | 54                  | 35                  | 39                  | 1                   | 2                   | - USA (Latin): 29x Platino - MEX: 2x Diamente - ITA: 2x Platino - SPA: 6x Platino | F.A.M.E.              |
| 2017                                         | Corazón (Feat. Nego do Borel)               | 87                  | 5                   | 1                   | 3                   | 70                  | —                   | 184                 | 50                  | 1                   | 2                   | - USA (Latin): 11x Platino - MEX: Diamente - ITA: Oro - SPA: 2x Platino           | F.A.M.E.              |
| 2018                                         | El Préstamo                                 | —                   | 10                  | 1                   | 10                  | 74                  | —                   | 168                 | 68                  | 6                   | 7                   | - USA (Latin): 8x Platino - MEX: 3x Platino - ITA: Oro - SPA: Platino             | F.A.M.E.              |
| 2018                                         | Clandestino (Feat. Shakira)                 | —                   | 7                   | 1                   | 13                  | 76                  | 76                  | 79                  | 32                  | 8                   | 1                   | - MEX: 4x Platino - SPA: 2x Platino - PA: Platino                                 | N/A                   |
| 2018                                         | Mala Mía (Feat. Anitta e Becky G)           | —                   | 9                   | 4                   | 12                  | —                   | —                   | —                   | 72                  | 11                  | 7                   | - USA (Latin): 5x Platino - MEX: 4x Platino - ITA: Oro - SPA: Platino             | N/A                   |
| 2019                                         | Vivir Bailando                              | —                   | 41                  | —                   | —                   | —                   | —                   | —                   | —                   | —                   | 3                   | - USA (Latin): Oro                                                                | N/A                   |
| 2019                                         | HP                                          | 96                  | 8                   | 1                   | 4                   | 26                  | —                   | —                   | 48                  | 6                   | 2                   | - USA (Latin): 11x Platino - MEX: Diamente - ITA: Platino - SPA: 2x Platino       | 11:11                 |
| 2019                                         | 11 PM                                       | —                   | 4                   | 1                   | 13                  | 95                  | —                   | —                   | 50                  | 6                   | 11                  | - USA (Latin): 7x Platino - MEX: Diamante - ITA: Oro - SPA: Platino               | 11:11                 |
| 2019                                         | No Se Me Quita (con Ricky Martin)           | —                   | 13                  | 1                   | —                   | —                   | —                   | —                   | 60                  | 26                  | —                   | - USA (Latin): Platino - MEX: 3x Platino                                          | 11:11                 |
| 2019                                         | Qué Pena (con J Balvin)                     | —                   | 4                   | 21                  | 13                  | —                   | —                   | —                   | 60                  | 27                  | 1                   | - MEX: 4x Platino - SPA: 2x Platino                                               | N/A                   |
| 2020                                         | ADMV                                        | —                   | 14                  | 1                   | 52                  | —                   | —                   | —                   | —                   | 33                  | 1                   | - USA (Latin): Oro - MEX: Platino - SPA: Oro                                      | Papi Juancho          |
| 2020                                         | Hawái/ Hawái (remix) (Feat. The Weeknd)     | 55                  | 1                   | 1                   | 1                   | 60                  | 4                   | 86                  | 37                  | 1                   | 1                   | - SPA: 3x Platino - Mex: Diamante - ITA: Oro                                      | Papi Juancho          |
| 2022                                         | Mojando Asientos (con Feid)                 | —                   | —                   | —                   | —                   | —                   | —                   | —                   | —                   | —                   | —                   |                                                                                   | /                     |
| 2022                                         | Junio                                       | —                   | —                   | —                   | —                   | —                   | —                   | —                   | —                   | —                   | —                   |                                                                                   | TBA                   |
| 2022                                         | Tukoh Taka (con Nicki Minaj e Myriam Fares) | —                   | —                   | —                   | —                   | —                   | —                   | —                   | —                   | —                   | —                   |                                                                                   | /                     |
| 2023                                         | La formúla (con Marc Anthony)               | —                   | —                   | —                   | —                   | —                   | —                   | —                   | —                   | —                   | —                   |                                                                                   | TBA                   |
| 2023                                         | La reina                                    | —                   | —                   | —                   | —                   | —                   | —                   | —                   | —                   | —                   | —                   |                                                                                   | TBA                   |
| 2023                                         | Diablo, Qué Chimba (con Anuel AA)           | —                   | —                   | —                   | —                   | —                   | —                   | —                   | —                   | —                   | —                   |                                                                                   | TBA                   |
| 2023                                         | Coco Loco                                   | —                   | —                   | —                   | —                   | —                   | —                   | —                   | —                   | —                   | —                   |                                                                                   | TBA                   |
| 2023                                         | Celular (con Nicky Jam e The Chainsmokers)  | —                   | —                   | —                   | —                   | —                   | —                   | —                   | —                   | —                   | —                   |                                                                                   | /                     |
| "—" indica singoli non entrati in classifica |                                             |                     |                     |                     |                     |                     |                     |                     |                     |                     |                     |                                                                                   |                       |

### Collaborazioni
| Anno                                         | Singolo                                              | Posizione raggiunta | Posizione raggiunta | Posizione raggiunta | Posizione raggiunta | Posizione raggiunta | Posizione raggiunta | Posizione raggiunta | Posizione raggiunta | Posizione raggiunta | Posizione raggiunta | Certificazioni e vendite                                                                     | Album                |
| Anno                                         | Singolo                                              | U.S.                | U.S Latin           | MEX                 | SPA                 | ITA                 | BRA                 | FRA                 | SWI                 | ARG                 | COL                 | Certificazioni e vendite                                                                     | Album                |
| -------------------------------------------- | ---------------------------------------------------- | ------------------- | ------------------- | ------------------- | ------------------- | ------------------- | ------------------- | ------------------- | ------------------- | ------------------- | ------------------- | -------------------------------------------------------------------------------------------- | -------------------- |
| 2014                                         | Te Viví (Villamizar ft. Maluma e Elvis Crespo)       | —                   | 43                  | —                   | —                   | —                   | —                   | —                   | —                   | —                   | —                   |                                                                                              | El Día Que Vuelva    |
| 2014                                         | Olé Brazil (Elvis Crespo ft. Maluma)                 | —                   | 49                  | —                   | —                   | —                   | —                   | —                   | —                   | —                   | —                   |                                                                                              | Tatuaje              |
| 2016                                         | Cuatro Babys (Bryant Myers ft. Maluma e Noriel)      | —                   | 15                  | —                   | 55                  | —                   | —                   | —                   | —                   | —                   | 21                  | - USA (Latin): 12x Platino - MEX: 4x Platino - SPA: Oro                                      | Trap Capos: Season 1 |
| 2016                                         | Desde Esa Noche (Thalía ft. Maluma)                  | —                   | 16                  | 20                  | 22                  | —                   | —                   | —                   | —                   | 4                   | —                   | - USA (Latin): 2x Platino - MEX: Diamante - SPA: Platino                                     | Latina               |
| 2016                                         | Vente pa' ca (Ricky Martin ft. Maluma)               | —                   | 4                   | 1                   | 2                   | 65                  | —                   | 171                 | 72                  | 1                   | 2                   | - MEX: Diamente - ITA: Platino - SPA: 4x Platino                                             | N/A                  |
| 2016                                         | Chantaje (Shakira ft. Maluma)                        | 51                  | 1                   | 3                   | 1                   | 11                  | 1                   | 17                  | 10                  | 4                   | 2                   | - USA (Latin): 16x Platino - MEX: Diamente - ITA: 3x Platino - SPA: 5x Platino - UK: Argento | El Dorado            |
| 2016                                         | Me Llamas (Remix) (Piso21 ft. Maluma)                | —                   | 32                  | 37                  | 18                  | —                   | —                   | —                   | —                   | 12                  | 9                   | - ITA: Oro - SPA: 4x Platino                                                                 | N/A                  |
| 2017                                         | Vivo Pensando en Tí (Felipe Peláez ft. Maluma)       | —                   | —                   | 27                  | —                   | —                   | —                   | —                   | —                   | —                   | 3                   | - USA (Latini): 2x Platino - MEX: Oro                                                        | Ponle Actitud        |
| 2017                                         | Hola (Flo Rida ft. Maluma)                           | —                   | —                   | 33                  | —                   | —                   | —                   | —                   | 60                  | —                   | —                   |                                                                                              | N/A                  |
| 2018                                         | Arms Around You (XXXTentacion ft. Maluma e Swae Lee) | 28                  | —                   | —                   | 35                  | 13                  | —                   | 25                  | 5                   | 62                  | —                   | - USA: Platino - ITA: Platino                                                                | N/A                  |
| 2018                                         | El Clavo (Remix) (Prince Royce ft.. Maluma)          | —                   | 13                  | 49                  | 72                  | —                   | —                   | —                   | —                   | 18                  | —                   |                                                                                              | AlterEgo             |
| 2018                                         | Trap (Shakira ft. Maluma)                            | —                   | 17                  | 25                  | —                   | —                   | —                   | —                   | —                   | —                   | —                   | - MEX: Platino                                                                               | El Dorado            |
| 2018                                         | Sólo Mía (Yandel ft. Maluma)                         | —                   | 31                  | —                   | 50                  | —                   | —                   | —                   | —                   | —                   | 98                  | - USA (Latin): 2x Platino                                                                    | Update               |
| 2019                                         | Medellín (Madonna ft. Maluma)                        | —                   | 18                  | —                   | 67                  | 37                  | 11                  | 11                  | 69                  | 57                  | 32                  | - ITA: Oro                                                                                   | Madame X             |
| 2019                                         | Latina (Reycon ft. Maluma)                           | —                   | 35                  | 42                  | 92                  | —                   | —                   | —                   | —                   | 72                  | 16                  | - USA (Latin): Platino                                                                       | N/A                  |
| 2020                                         | Djadja (Remix) (Aya Nakamura ft. Maluma)             | —                   | 43                  | 5                   | —                   | 23                  | —                   | —                   | —                   | 23                  | 26                  | - ITA: Oro - SPA: 3x Platino                                                                 | N/A                  |
| 2020                                         | Pa' Ti (Jennifer Lopez ft. Maluma)                   | —                   | 9                   | —                   | 9                   | 57                  | —                   | —                   | 74                  | 68                  | —                   | - USA (Latin): Platino                                                                       | Marry Me Soundtrack  |
| 2020                                         | Feel the Beat (Black Eyed Peas ft. Maluma)           | —                   | —                   | —                   | 94                  | 29                  | —                   | —                   | 74                  | 99                  | —                   |                                                                                              | Translation          |
| "—" indica singoli non entrati in classifica |                                                      |                     |                     |                     |                     |                     |                     |                     |                     |                     |                     |                                                                                              |                      |